# Inflacija pod pritiskom troškova
Inflacija pod pritiskom troškova  (engl. cost-push inflation) oblik je inflacije prouzročen znatnim porastom cijene ključnih ekonomskih dobara ili usluga za koje nije dostupna odgovarajuća alternativa. To dovodi do smanjenja agregatne ponude zbog kojega rastu proizvodni troškovi, što konačno dovodi do povećanja cijena. Ovakav oblik inflacije u opreci je s inflacijom pod pritiskom potražnje. Oba oblika inflacije u prošlosti su korištena kao objašnjenje gospodarskih događaja, no ne uvijek s uvjerljivim dokazima. Jedan od povijesnih događaja koji se obično koristi kao ilustracija inflacije pod pritiskom ponude je naftna kriza 1973. godine. Prema nekim ekonomistima tadašnja inflacija nastala je zbog povećanja cijene sirove nafte nametnutog od strane država članica naftnog kartela OPEC. Budući da je nafta za industrijalizirane zemlje ključan resurs, velik porast njezine cijene doveo je do porasta cijena većine proizvoda, povećavajući opću razinu cijena. Takva promjena razine cijena može kroz duže razdoblje dovesti do povećanja stope inflacije zbog adaptivnih očekivanja, spirale plaća i cijena, tako da opskrbni šok može imati dugotrajne posljedice.

## Kritika
Monetaristički ekonomisti poput Miltona Friedmana suprotstavljaju se konceptu inflacije pod pritiskom troškova jer troškovi robe i usluga ne dovode do inflacije bez vlade i središnje banke koje   povećavaju ponudu novca. Argument je da ako je ponuda novca konstantna, povećava u cijeni roba ili usluga smanjit će količinu dostupnog novca za druge robe i usluge, a time će i cijena nekih od tih proizvoda pasti i nadoknaditi rast cijena onih roba čije cijene su povećane. Jedna od posljedica toga je da monetaristički ekonomisti ne vjeruju da je porast u cijeni nafte bio izravni uzrok inflacije 1970. Oni tvrde da, iako se cijena nafte spustila 1980.,  tih godina nije bilo odgovarajuće deflacije.